# 1958 în științifico-fantastic
- 1957 în științifico-fantastic — 1958 în științifico-fantastic — 1959 în științifico-fantastic

1958 în științifico-fantastic a implicat o serie de evenimente:

## Nașteri și decese

### Nașteri
- Marliese Arold
- Norbert Bertelsbeck
- Bradley Denton
- Kate Elliott
- Irene Fleiss (d. 2008)
- Susanne Gerdom
- Bruce Holland Rogers
- George Saunders
- Allen Steele
- Amy Thomson

## Decese
- Hans Bodenstedt (n. 1887)
- E. Everett Evans (n. 1893)
- Louis Golding (n. 1895)
- Cyril M. Kornbluth (n. 1923)
- Henry Kuttner (n. 1915)
- Ernst Schertel (n. 1884)

## Cărți

### Romane
- O iubire din anul 41.042 de Sergiu Fărcășan (sub pseudonimul Crișan Făgerașu)
- Robinsoni pe planeta oceanelor  de Radu Nor și I. M. Ștefan
- The Languages of Pao de Jack Vance
- The Tower of Zanid de L. Sprague de Camp (#6 Viagens Interplanetarias)

### Povestiri
- „Cântecele îndepărtatului Pământ” de Arthur C. Clarke
- „The Prize of Peril” de Robert Sheckley
- „Icar și Dedal?”  de Genrich Altshuller

## Filme
| Titlu                                                                               | Regizor                      | Distribuție                                                   | Țara                                                                               | Sub-Gen /Note |
| ----------------------------------------------------------------------------------- | ---------------------------- | ------------------------------------------------------------- | ---------------------------------------------------------------------------------- | ------------- |
| Attack of the Puppet People                                                         | Bert I. Gordon               | John Agar, Michael Mark, Jack Kosslyn                         | Statele Unite ale Americii                                                         |               |
| Attack of the 50 Foot Woman                                                         | Nathan H. Juran              | Allison Hayes, William Hudson, Yvette Vickers                 | Statele Unite ale Americii                                                         |               |
| The Blob -- Picătura                                                                | Irvin Shortess Yeaworth, Jr. | Steve McQueen, Aneta Corsaut, Earl Rowe                       | Statele Unite ale Americii                                                         |               |
| The Brain Eaters                                                                    | Bruno Ve Sota                | Ed Nelson, Alan Frost, Jack Hill                              | Statele Unite ale Americii                                                         |               |
| The Crawling Eye                                                                    | Quentin Lawrence             | Forrest Tucker, Janet Munro, Laurence Payne                   | Statele Unite ale Americii                                                         |               |
| The Colossus of New York                                                            | Eugène Lourié                | Ross Martin, Mala Powers, Charles Herbert                     | Statele Unite ale Americii                                                         |               |
| Daikaiju Baran                                                                      | Ishirō Honda                 | Tsuruko Kobayashi, Kôzô Nomura, Ayumi Sonoda                  | Japonia                                                                            | [ 2 ]         |
| La morte viene dallo spazio (în italiană) Le danger vient de l'espace (în franceză) | Paolo Heusch                 | Paul Hubschmid, Fiorella Mari, Gerard Landry, Dario Michaelis | Franța · Italia                                                                    | [ 3 ]         |
| Doroga к звёздам (Drumul spre stele)                                                | Pavel Klușanțev              | Gheorghi Soloviov                                             | Uniunea Republicilor Sovietice Socialiste                                          | [ 4 ] [ 5 ]   |
| Earth vs. the Spider                                                                | Bert I. Gordon               | Ed Kemmer, Gene Persson, Gene Roth                            | Statele Unite ale Americii                                                         |               |
| The Electronic Monster                                                              | Montgomery Tully             | Rod Cameron, Mary Murphy, Meredith Edwards                    | Regatul Unit al Marii Britanii și al Irlandei de Nord · Statele Unite ale Americii | [ 6 ]         |
| Vynález zkázy (O invenție mortală)                                                  | Karel Zeman                  | Lubor Tokos, Jana Zatloukalová                                | Cehia                                                                              |               |
| Fiend Without a Face                                                                | Arthur Crabtree              | Kynaston Reeves, Marshall Thompson, Terry Kilburn             | Regatul Unit al Marii Britanii și al Irlandei de Nord · Statele Unite ale Americii |               |
| The Fly -- Musca                                                                    | Kurt Neumann                 | Vincent Price, Patricia Owens, Herbert Marshall               | Statele Unite ale Americii                                                         |               |
| Frankenstein 1970                                                                   | Howard W. Koch               | Boris Karloff, Tom Duggan, Jana Lund                          | Statele Unite ale Americii                                                         |               |
| From the Earth to the Moon                                                          | Byron Haskin                 | Joseph Cotten, George Sanders, Debra Paget                    | Statele Unite ale Americii                                                         |               |
| The H-Man                                                                           | Ishirō Honda                 | Yumi Shirakawa, Kenji Sahara, Akihiko Hirata                  | Japonia                                                                            |               |
| I Married a Monster from Outer Space                                                | Gene Fowler                  | Tom Tryon, Gloria Talbott, Ken Lynch                          | Statele Unite ale Americii                                                         |               |
| It! The Terror from Beyond Space                                                    | Edward L. Cahn               | Marshall Thompson, Shawn Smith, Kim Spalding                  | Statele Unite ale Americii                                                         |               |
| The Lost Missile                                                                    | Lester William Berke         | Robert Loggia, Ellen Parker, Philip Pine                      | Statele Unite ale Americii                                                         | [ 7 ]         |
| Missile to the Moon                                                                 | Richard E. Cunha             | K. T. Stevens, Richard Travis, Lisa Simone                    | Statele Unite ale Americii                                                         |               |
| Missile Monsters                                                                    | Fred C. Brannon              | Walter Reed, Lois Hall, James Craven, Gregory Gay             | Statele Unite ale Americii                                                         | [ 8 ] [ 9 ]   |
| Monster from Green Hell                                                             | Kenneth G. Crane             | Jim Davis, Barbara Turner, Robert E. Griffin                  | Statele Unite ale Americii                                                         | [ 10 ]        |
| El hombre que logró ser invisible (Omul care a reușit să fie invizibil)             | Alfredo B. Crevenna          | Arturo de Córdova, Ana Luisa Peluffo, Raúl Meraz              | Mexic                                                                              | [ 11 ]        |
| Night of the Blood Beast                                                            | Bernard Kowalski             | Michael Emmet, Angela Greene, John Baer                       | Statele Unite ale Americii                                                         |               |
| Queen of Outer Space                                                                | Edward Bernds                | Zsa Zsa Gabor, Laurie Mitchell, Eric Fleming                  | Statele Unite ale Americii                                                         |               |
| Satan's Satellites                                                                  | Fred C. Brannon              | Judd Holdren, Aline Towne, Lane Bradford, Stanley Waxman      | Statele Unite ale Americii                                                         | [ 12 ]        |
| Space Master X-7                                                                    | Edward Bernds                | Robert Ellis, Bill Williams, Lyn Thomas                       | Statele Unite ale Americii                                                         |               |
| Teenage Cave Man                                                                    | Roger Corman                 | Robert Vaughn, Leslie E. Bradley, Frank de Kova               | Statele Unite ale Americii                                                         |               |
| Teenage Monster                                                                     | Jacques R. Marquette         | Anne Gwynne, Stuart Wade                                      | Statele Unite ale Americii                                                         | [ 13 ] [ 14 ] |
| The Trollenberg Terror                                                              | Quentin Lawrence             | Forrest Tucker, Laurence Payne, Janet Munro                   | Regatul Unit al Marii Britanii și al Irlandei de Nord                              | [ 15 ]        |
| War of the Colossal Beast                                                           | Bert I. Gordon               | Sally Fraser, Dean Parkin, Roger Pace                         | Statele Unite ale Americii                                                         |               |
| War of the Satellites                                                               | Roger Corman                 | Susan Cabot, Richard Devon, Eric Sinclair                     | Statele Unite ale Americii                                                         | [ 16 ]        |

## Premii
- Premiul Hugo pentru cel mai bun roman:[18] Marele joc al timpului de Fritz Leiber
- Premiul Hugo pentru cea mai bună povestire: "Or All the Seas with Oysters" de Avram Davidson.[19]